# Nervi palatini minores

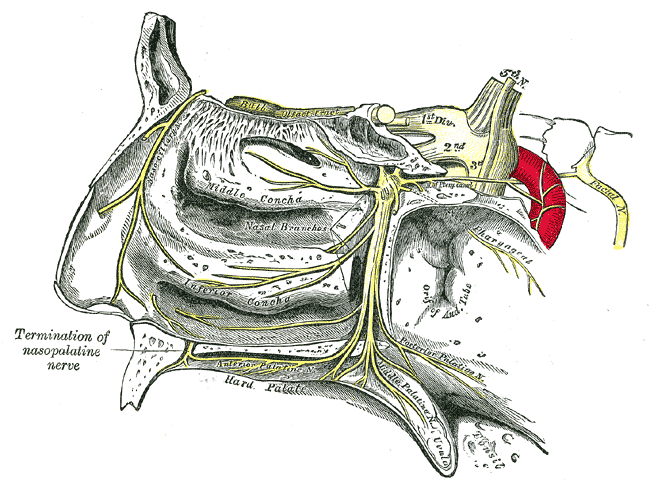
Äste des Ganglion pterygopalatinum

Die Nervi palatini minores (lat. für „kleine Gaumennerven“) sind Nervenäste aus dem Ganglion pterygopalatinum. Sie ziehen hinter dem großen Gaumennerven (Nervus palatinus major) durch den kleinen Gaumenkanal (Canales palatini minores) zwischen Gaumenbein und Oberkiefer und treten an den kleinen Gaumenlöchern (Foramina palatina minora) zusammen mit den gleichnamigen Arterien (Aa. palatinae minores) in den harten Gaumen ein, um sich dort zu verzweigen. 
Die Nervi palatini minores versorgen die mundseitige Fläche des weichen Gaumens, den Arcus palatopharyngeus, die Gaumenmandel und die Fossa supratonsillaris sensibel. Außerdem laufen in ihnen motorische Fasern aus dem Nervus facialis und dem Nervus glossopharyngeus für den Musculus palatopharyngeus, den Musculus uvulae und den Musculus levator veli palatini. Darüber hinaus verlaufen in den Nervi palatini minores Geschmacksfasern aus dem weichen Gaumen, die aus dem Nervus intermedius stammen.